# Gustav Riehl (Mediziner, 1855)

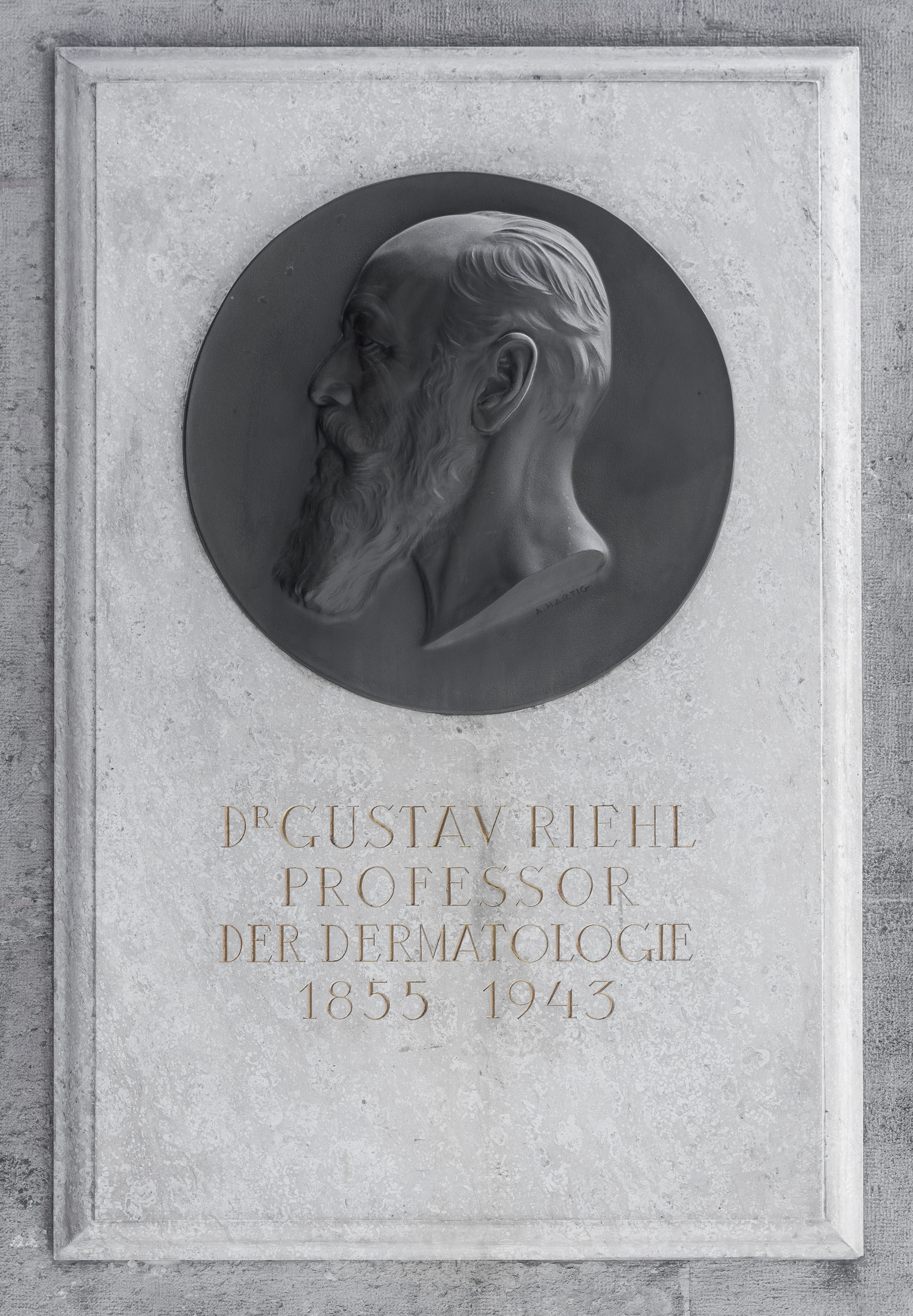
Denkmal für Gustav Riehl im Arkadenhof der Universität Wien

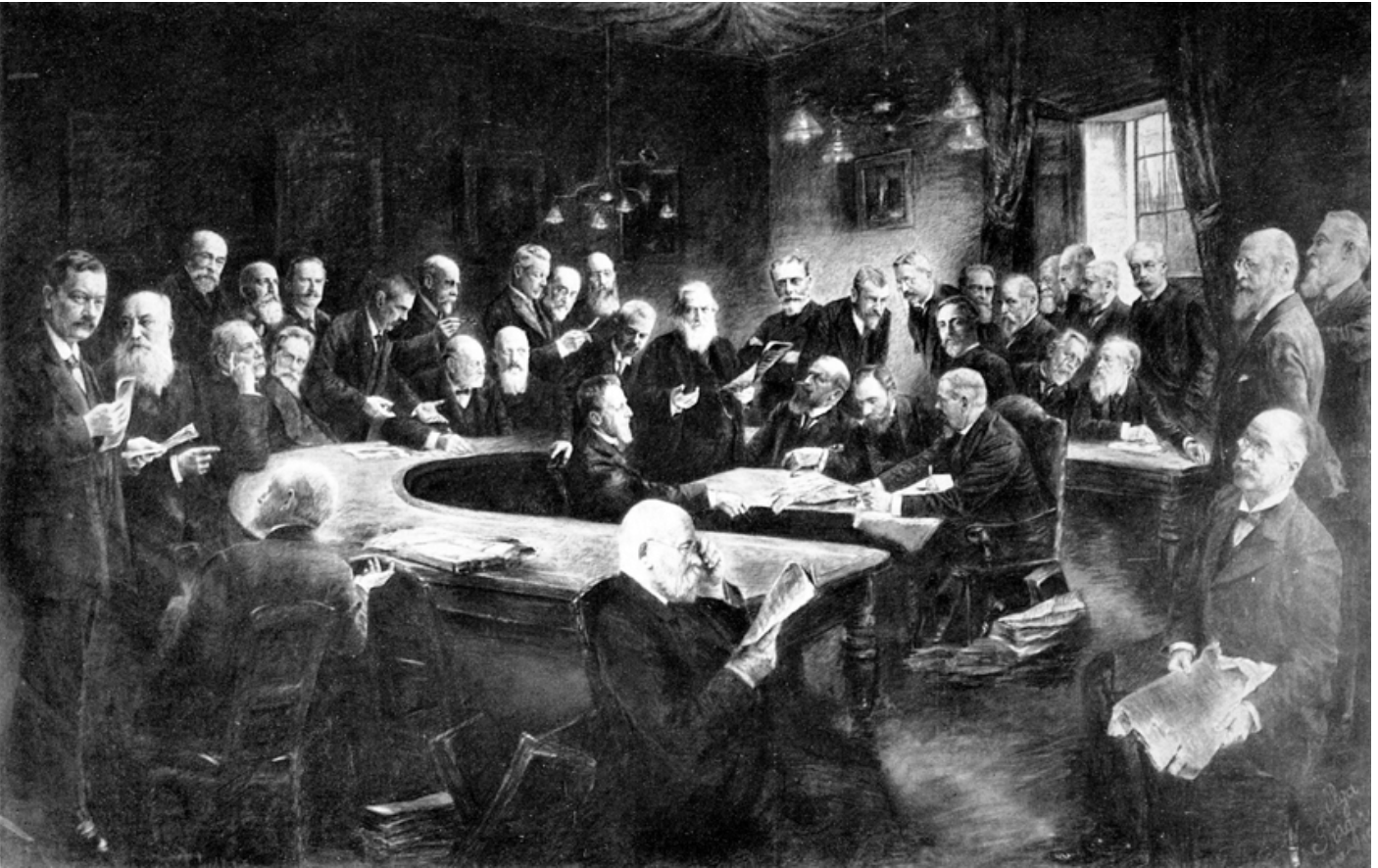
Das Professorenkollegium der medizinischen Universität Wien, Kreidezeichnung von Olga Prager, Wien 1908–1910. Im Dekanatszimmer der medizinischen Fakultät der Universität Wien. Edmund von Neusser, Siegmund Exner-Ewarten, Isidor Schnabel, Ferdinand Hochstetter, Alfons Edler von Rosthorn, Anton Weichselbaum, Leopold Schrötter von Kristelli, Heinrich Obersteiner, Julius Wagner-Jauregg, Viktor von Ebner-Rofenstein, Carl Toldt, Gustav Riehl, Ottokar von Chiari, Anton von Frisch, Ernst Fuchs, Anton Freiherr von Eiselberg, Hans Horst Meyer, Ernst Ludwig, Rudolf Chrobak, Theodor Escherich, Alexander Kolisko, Julius von Hochenegg, Arthur Schattenfroh, Carl von Noorden, Emil Zuckerkandl, Richard Paltauf, Gustav Gärtner, Leopold Oser, Josef Moeller, Alois Monti, Julius Mauthner, Viktor Urbantschitsch, August Leopold von Reuss, Adolf von Strümpell, Ernest Finger, Adolf Lorenz, Friedrich Schauta

Gustav Riehl (* 10. Februar 1855 in Wiener Neustadt; † 7. Jänner 1943 in Wien) war ein österreichischer Dermatologe und Hochschullehrer.

## Leben
Gustav Riehl, der als Sohn eines Rechtsanwaltes und Politikers geboren wurde, studierte von 1872 bis 1879 Medizin an der Universität Wien, an der er 1879 auch zum Dr. med. promoviert wurde. Danach war er zunächst zwei Jahre Assistent an der Klinik Bamberger und arbeitete anschließend bis 1889 als Assistent bei Hans von Hebra und Moritz Kaposi. 1885 erlangte er, ebenfalls in Wien, die Habilitation für Dermatologie und Syphilidologie. Von 1889 bis 1896 war Riehl Primararzt am Wiedner Spital in Wien, bevor er 1896 an die Universität Leipzig ging, an deren Medizinischer Fakultät er außerordentlicher Professor für Dermatologie und Syphilidologie wurde und 1901 eine ordentliche Professur erhielt. Ein Jahr später wechselte er – als Nachfolger von Moriz Kaposi (1837–1902) – zurück an die Universität Wien, an der er bis zu seiner Emeritierung 1926 als ordentlicher Professor für Dermatologie und Syphilidologie sowie 1921 und 1922 als Rektor der Universität fungierte.
Riehls Arbeitsgebiete waren die pathologische Histologie, die Hauttuberkulose (Lupus vulgaris) und die Radiumtherapie. Sein Grab befindet sich auf dem Grinzinger Friedhof (Wand li/3). Sein Sohn Gustav Riehl jun. (18. Juni 1894 – 8. Juni 1981) war ebenfalls Dermatologe und Professor in Wien.

## Ehrungen und Mitgliedschaften
Gustav Riehl wurde 1936 zum Ehrenmitglied der Gesellschaft der Ärzte in Wien. Riehl war Träger des Großen Goldenen Ehrenzeichens für Verdienste um die Republik Österreich. Er war Ehrenpräsident der Wiener Dermatologischen Gesellschaft und Präsident der Deutschen Dermatologischen Gesellschaft. Im Jahr 1942 erhielt er die Goethe-Medaille für Kunst und Wissenschaft.

## Veröffentlichungen (Auswahl)
- Über Entwicklung und Forschungswege der neueren Dermatologie. Inaugurationsrede, gehalten am 25. Oktober 1921.
- Über den derzeitigen Stand der Radiumbehandlung bösartiger Geschwülste. Springer, 1926.
- Physik und Chemie des Radium und Mesothor für Ärzte und Studierende. Springer, 1926.
- Atlas der Hautkrankheiten. Vogel, 1926.
- mit R. Paltauf: Tuberculosis verrucosa cutis – Eine bisher noch nicht beschriebene Form von Hauttuberculose. In: Vierteljahresschrift für Dermatologie und Syphilis. Band 18, Nummer 1, 1886, S. 19–49.
- Ueber die pathologische Bedeutung der Prurigo. In: Vierteljahresschrift für Dermatologie und Syphilis. Band 16, Nummer 1–4, 1884, S. 41–56.
- Zur Kenntniss des Pigmentes im menschlichen Haar. In: Vierteljahresschrift für Dermatologie und Syphilis. Band 16, Nummer 1–4, 1884, S. 33–39.
- Zur Anatomie und Aetiologie der Orientbeule. In: Archives of Dermatological Research. Band 18, Nummer 1, S. 805–824.